# Clásica de Almería 2023
La 38e édition de la Clásica de Almería, une course cycliste masculine, a lieu le 12 février 2023, sur un parcours de 190,3 kilomètres tracé entre El Ejido et Roquetas de Mar. La course fait partie du calendrier UCI ProSeries 2023 en catégorie 1.Pro.

## Équipes participantes
21 équipes participent à la course - 9 WorldTeams et 12 ProTeams :
| WorldTeams (9)- Arkéa-Samsic - Astana Qazaqstan Team - Bora-Hansgrohe - Cofidis - Intermarché-Circus-Wanty - Movistar Team - UAE Team Emirates - Ineos Grenadiers - Groupama-FDJ ProTeams (12)- Burgos-BH - Caja Rural-Seguros RGA - Eolo-Kometa - Equipo Kern Pharma - Euskaltel-Euskadi - Israel-Premier Tech - Team Flanders-Baloise - TotalEnergies - Uno-X Pro Cycling Team - Lotto Dstny - Q36.5 Pro Cycling Team - Tudor Pro Cycling Team |
| |

## Classement final
| \| Classement général \| Classement général \| Classement général \| Classement général \| Classement général \| \| Coureur \| Coureur \| Pays \| Équipe \| Temps \| \| ------------------ \| ------------------ \| ------------------ \| ---------------------- \| ------------------ \| \| 1er \| Matteo Moschetti \| Italie \| Q36.5 Pro Cycling Team \| 4 h 43 min 16 s \| \| 2e \| Arnaud De Lie \| Belgique \| Lotto Dstny \| + 0 s \| \| 3e \| Jordi Meeus \| Belgique \| Bora-Hansgrohe \| + 0 s \| \| 4e \| Alexander Kristoff \| Norvège \| Uno-X Pro Cycling Team \| + 0 s \| \| 5e \| Giacomo Nizzolo \| Italie \| Israel-Premier Tech \| + 0 s \| \| 6e \| Max Walscheid \| Allemagne \| Cofidis \| + 0 s \| \| 7e \| Fernando Gaviria \| Colombie \| Movistar Team \| + 0 s \| \| 8e \| Jason Tesson \| France \| TotalEnergies \| + 0 s \| \| 9e \| Paul Penhoët \| France \| Groupama-FDJ \| + 0 s \| \| 10e \| Sebastián Molano \| Colombie \| UAE Team Emirates \| + 0 s \| |                    |           |                        |                 |
| |                    |           |                        |                 |
| Source : ProCyclingStats |                    |           |                        |                 |
| Classement général |                    |           |                        |                 |
| Coureur | Coureur            | Pays      | Équipe                 | Temps           |
| 1er | Matteo Moschetti   | Italie    | Q36.5 Pro Cycling Team | 4 h 43 min 16 s |
| 2e | Arnaud De Lie      | Belgique  | Lotto Dstny            | + 0 s           |
| 3e | Jordi Meeus        | Belgique  | Bora-Hansgrohe         | + 0 s           |
| 4e | Alexander Kristoff | Norvège   | Uno-X Pro Cycling Team | + 0 s           |
| 5e | Giacomo Nizzolo    | Italie    | Israel-Premier Tech    | + 0 s           |
| 6e | Max Walscheid      | Allemagne | Cofidis                | + 0 s           |
| 7e | Fernando Gaviria   | Colombie  | Movistar Team          | + 0 s           |
| 8e | Jason Tesson       | France    | TotalEnergies          | + 0 s           |
| 9e | Paul Penhoët       | France    | Groupama-FDJ           | + 0 s           |
| 10e | Sebastián Molano   | Colombie  | UAE Team Emirates      | + 0 s           |

## Classement UCI
La course attribue des points aux coureurs pour le Classement mondial UCI 2023 selon le barème suivant :
| Position           | 1er | 2e  | 3e  | 4e  | 5e | 6e | 7e | 8e | 9e | 10e | 11e | 12e | 13e | 14e | 15e | 16e à 30e | 31e à 40e |
| Classement général | 200 | 150 | 125 | 100 | 85 | 70 | 60 | 50 | 40 | 35  | 30  | 25  | 20  | 15  | 10  | 5         | 3         |